# Esteban Chaves
Esteban Chaves, född 17 januari 1990 i Bogotá, är en colombiansk professionell landsvägscyklist.

## Karriär
Chaves har cyklat professionellt sedan 2012. Bland hans meriter kan nämnas tre etappvinster i Giro d'Italia och två etappvinster i Vuelta a España.